# 乙酰胺
乙酰胺是由乙酸衍生出的酰胺，分子式为CH3CONH2。纯品在室温下为白色晶状固体，可由乙酸铵失水获得。它被用作增塑剂，也是有机合成的重要原料。
乙酰胺并不十分易燃，但燃烧时会放出刺激性的烟雾。吸入、吞食、皮肤及眼部接触均有毒，皮肤和眼部接触可能会造成变红或疼痛。
乙酰胺的衍生物N,N-二甲基乙酰胺（DMA）是乙酰胺氨基的两个氢被甲基取代后形成的化合物，常被用作溶剂；N-甲基乙酰胺则是演示肽键的最简单的例子。
最近绿湾射电天文望远镜（GBT）在银河系中心部分检测到了一些有机化合物，乙酰胺即是其一。由于乙酰胺中含有酰胺键，与连接蛋白质中氨基酸的肽键类似，因此该发现支持了生命是由简单有机化合物演化来的理论。

## 致癌可能
有实验室研究表明，乙酰胺对动物有致癌作用。它也被IARC划分为第2B类人类可能致癌物。